# Sinea spinipes
Sinea spinipes är en insektsart som först beskrevs av Herrich-schaeffer 1846.  Sinea spinipes ingår i släktet Sinea och familjen rovskinnbaggar. Inga underarter finns listade i Catalogue of Life.